# Examen rectal
Un examen rectal, a veces llamada examen de próstata, es un examen interno del recto efectuado por un médico u otro profesional

## Procedimiento
El examen rectal digital (DRE; en latín: palpatio per anum: PPA) es un procedimiento relativamente sencillo. El paciente se desnuda, entonces se coloca en una posición donde el ano esté accesible (acostado sobre un lado, en cuclillas en la mesa de examen, doblado sobre la mesa de examen, o acostado con los pies en los estribos).
Durante este procedimiento, las áreas que pueden ser palpadas son: el bulbo del pene, el diafragma urogenital, el anillo anorrectal, y puntos de referencia anatómicos cercanos. Aun así hay estructuras que no pueden ser palpadas, como el uréter (los dos tubos que van de cada riñón a la vejiga urinaria), y la uretra que, en un hombre, está dividida en tres partes, y está dentro del pene.
Si el paciente está acostado de lado, el médico normalmente tendrá que apretar una o ambas piernas sobre su pecho. Si el paciente se inclina sobre la mesa de examen, el médico lo hará colocar los codos sobre la mesa y agacharse ligeramente. Si el paciente utiliza la posición supina, el médico le pedirá al paciente que se deslice hacia abajo hasta el final de la mesa de examen hasta que sus nalgas estén situadas justo al final. El paciente coloca entonces sus pies en los estribos.
El médico abre las nalgas y normalmente examina el área externa (ano y perineo) para cualquier anormalidad como hemorroides, bultos o erupciones cutáneas. Luego, a medida que el paciente se relaja, el médico desliza un dedo lubricado en el recto a través del ano y palpa el interior durante un corto espacio de tiempo (aproximadamente de 5 a 60 segundos).

## Uso
Este examen puede ser utilizado:
- Para la diagnosis de tumores rectales y otras formas de cáncer.
- Para la diagnosis de desórdenes prostáticos, normalmente tumores e hiperplasia prostática benigna, pero el DRE frecuentemente pierde la detección de más tumores en etapa temprana que el antígeno prostático específico (PSA) entre los hombres afroamericanos y caucasianos .[1][2] Si el PSA es positivo (frecuentemente falso positivo), entonces se puede hacer un DRE para reducir el falso positivo.[3]
- Para la diagnosis de apendicitis u otros ejemplos de un abdomen agudo (e.j. los síntomas abdominales agudos que indican una enfermedad subyacente seria).
- Para la valoración del esfínter anal, Hipertónico que puede ser útil en caso de incontinencia fecal o enfermedades neurologicas , incluyendo daños traumáticos del cordón espinal.
- En mujeres, para palpaciones ginecológicas de órganos internos.
- Para examen de la dureza y color de las heces (e.j. en casos de estreñimiento, o impaction fecal).
- Con anterioridad a una colonoscopia o proctoscopia.
- Para evaluar hemorroides.
- En bebés para excluir atresia anal.
- A través de la inserción de los dispositivos médicos que incluyen termómetros o balones especiales; para identificar problemas de digestión, parásitos, daño en órganos, hematomas anales, y objetos extraños en la cavidad rectal.

El DRE es combinado frecuentemente con un FOBT (prueba de sangre fecal oculta), que puede ser útil para diagnosticar la etiología de una anemia y/o para confirmar una Hemorragia gastrointestinal.
El DRE no es adecuado como herramienta de exploración para el cáncer colorectal ya que sólo examina menos del 10% de la mucosa colorectal; es preferible una sigmoidoscopia. Aun así, es una parte importante de un examen general, ya que muchos tumores u otras enfermedades se ponen de manifiesto en el examen del recto.
A veces la proctoscopia también puede ser parte de un examen rectal.

## En cultura popular
Debido a los tabúes que rodean el ano, y el potencial para la incomodidad y la vergüenza, el examen rectal es un dispositivo cómico común, incluyendo en los episodios de Noche de sábado, Robin Williams (Comedy Album), Futurama, Family Guy,  South Park, y la película Fletch, con M. Emmet Walsh como el médico general y Chevy Chase como el paciente que está siendo examinado.
Actividades similares se atribuyen a extraterrestres en videojuegos como Saints Row IV, Gaia On-line y ¡Destruir Todos los Humanos!.

## Controversias
La práctica de los exámenes rectales sin consentimiento previo ha sido reportada por muchos pacientes en varios países. Según un informe de los medios, un número de estudiantes médicos en Australia y el Reino Unido no se les había enseñado a obtener el consentimiento previo de los pacientes antes de examinar su recto. En 2008, un hombre en los Estados Unidos alegó que había sido obligado a someterse a un examen rectal mientras estaba en el hospital, a pesar de haber presentado enérgicas objeciones al personal del hospital.